# 나주 최석기 가옥
나주 최석기 가옥(羅州 崔奭基 家屋)은 대한민국 전라남도 나주시 송월동에 있는 건축물이다. 1988년 3월 16일 전라남도의 문화재자료 제158호로 지정되었다.

## 개요
구한말 참봉 최순환이 지어 4대째 내려오고 있다. 안채는 구한말 최순환이 짓고, 나머지 건물은 일제시대에 지었다.
안채는 앞면 7칸·옆면 1칸 규모에 一자형 평면을 갖추고 있다. 지붕은 옆면에서 볼 때 여덟 팔(八)자 모양을 한 팔작지붕이다. 대문간채는 앞면 4칸 규모로 지붕은 안채와 같은 팔작지붕으로 꾸몄다.
안마당 왼쪽과 오른쪽으로 길게 뻗어져 나온 굴뚝이 인상적인 집으로, 20세기 초 나주지역 전통 가옥의 형태를 살필 수 있는 자료가 되고 있다.

## 참고 자료
- 나주최석기가옥 - 국가유산청 국가유산포털